# Linha 1 do Metropolitano de Paris

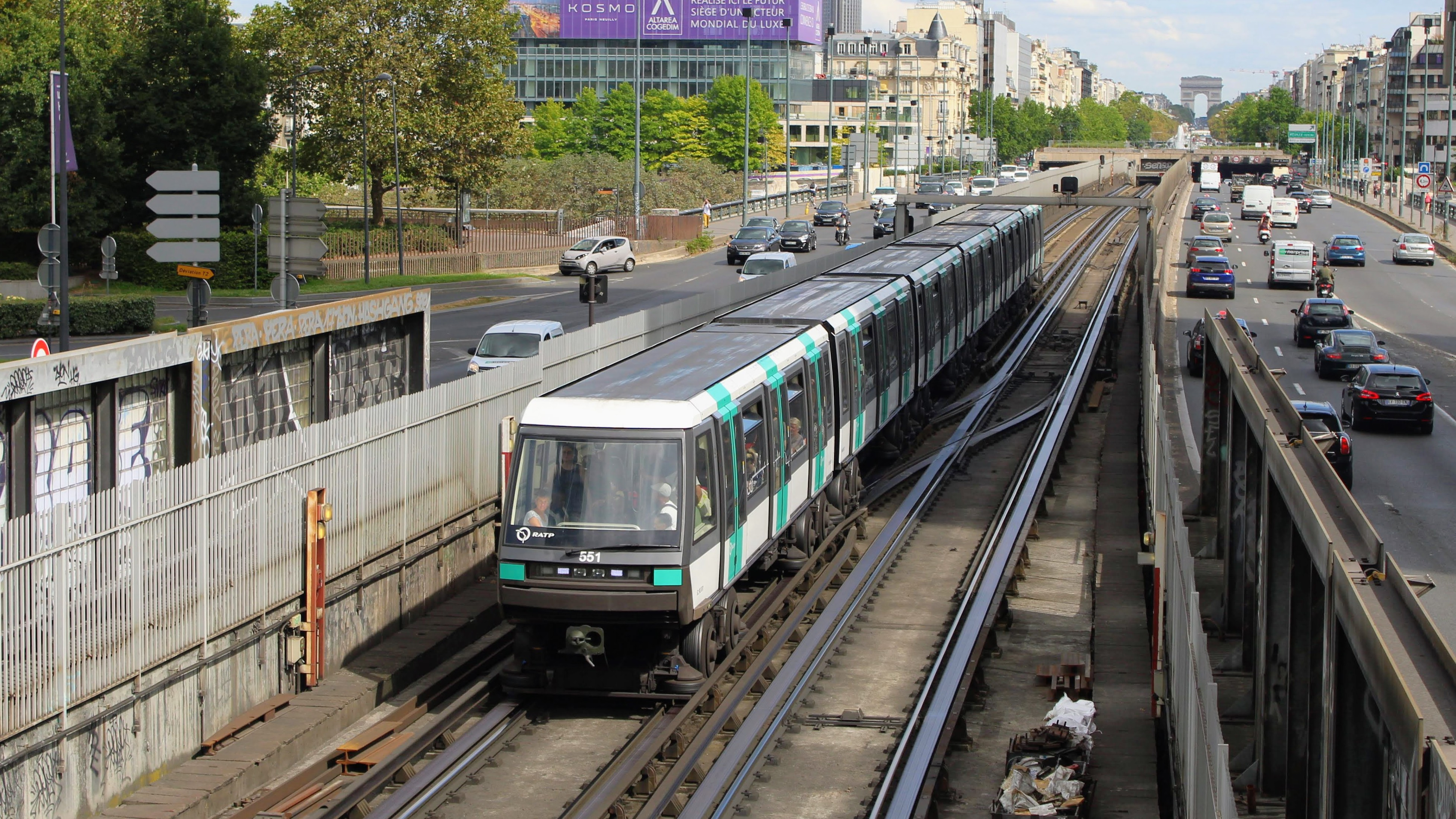
Um MP 05 entre a Pont de Neuilly e a estação Esplanade de La Défense.

A Linha 1 do Metropolitano de Paris é uma das 14 linhas de Metrô de Paris, operada pela RATP. A linha possui como estações terminais La Défense, à oeste da capital Paris, e Château de Vincennes, à leste. É a linha mais movimentada da rede de metrô.

## História
O primeiro trecho Linha 1 foi inaugurada, durante a Exposição Universal de 1900 de Paris. Originalmente ela ia da Porte Maillot à Porte de Vincennes. Em 1934 ela se estendeu para Château de Vincennes e em 1937 para Pont de Neuilly. Em 1992 ela se estendeu para La Défense.
A automação total da linha, ou seja, que visa eliminar a posição do motorista nos veículos, é decidida pela RATP. Deve ser feito com poucas interrupções (às vezes horários reduzidos ou algumas pausas em seções episódicas), o que é uma performance para uma linha muito ocupada em operação. Em 7 de novembro de 2005, um contrato de  de euros foi assinado com a Siemens Transportation Systems, que já havia concluído a automação de linha 14, graças ao sistema de automação da operação de trens (SAET). Este contrato diz respeito ao equipamento fixo integral de pilotagem automática (na via e salas técnicas), e ao equipamento a bordo das 49 novas composições do tipo linha MP 05, ao sistema de transmissão de dados (rádio e rede) e ao posto de controle centralizado (PCC). Esses sistemas são compostos de tecnologias Trainguard MT CBTC para automação e Airlink para comunicações de rádio.
No início de 2007 realizaram-se os primeiros trabalhos de instalação, dificilmente detectáveis pelo grande público, salvo por alguns efeitos no tráfego: substituição do cabeamento, substituição gradual dos sinais por novos mais luminosos, instalação de um novo aparelho de mudança de via para usar o antigo circuito da Porte Maillot como pátio de manutenção de trens, etc.
As obras mais visíveis constituem em particular pela instalação de portas de plataforma semi-altas de 2009 a 2011, o nariz das plataformas (na borda da via) não suportando o peso das portas inteiras , semelhantes às da linha 14. Depois de equipar a plataforma central, geralmente fechada ao público, na estação Porte Maillot no final de 2008, a estação Bérault foi a primeira a ser equipada em fevereiro de 2009, depois a estação Pont de Neuilly em junho de 2009. Portas de diferentes modelos foram testadas em algumas estações da linha 13 de fevereiro a agosto de 2006 (os testes foram estendidos até janeiro de 2007 devido ao seu sucesso). A RATP finalmente adotou o modelo de portas de Kaba em março de 2007, que deveriam ser instaladas gradualmente à noite nas vinte e cinco estações da linha entre dezembro de 2008 e o verão de 2010. No entanto, o atraso no canteiro adiou a instalação das últimas fachadas de plataforma até a primavera de 2011. As estações também foram fechadas, uma a uma, durante um fim de semana inteiro desde o final de 2008, a fim de elevar as plataformas em alguns centímetros e permitir que sejam colocadas exatamente no mesmo nível do piso dos trens.
Desde 16 de fevereiro de 2013, ou seja, um ano atrás do planejado em 2010, a linha foi totalmente automatizada. Os últimos ajustes foram concluídos no domingo, 28 de julho de 2013. Ela se tornou assim uma das primeiras linhas do mundo transformada em uma linha totalmente automática e não projetada como tal desde o início.
Atualmente a Linha 1 é, junto com a Linha 14, uma das linhas automáticas do metrô, depois da automatização.

## Estações

Plano da linha.

- La Défense
- Esplanade de La Défense
- Pont de Neuilly
- Les Sablons
- Porte Maillot
- Argentine
- Charles de Gaulle - Étoile
- George V
- Franklin D. Roosevelt
- Champs-Élysées - Clemenceau
- Concorde
- Tuileries
- Palais-Royal - Musée du Louvre
- Louvre - Rivoli
- Châtelet
- Hôtel de Ville
- Saint-Paul
- Bastille
- Gare de Lyon
- Reuilly - Diderot
- Nation
- Porte de Vincennes
- Saint-Mandé
- Bérault
- Château de Vincennes

## Extensão
A Linha 1 tem projetos de extensão para Nanterre-La Folie em Nanterre e Val-de-Fontenay em Fontenay-sous-Bois.

## Turismo
A automação da linha permite que os passageiros, como na linha 14, fiquem na frente de um trem para observar a pista como um condutor de cabine dirigindo. Essa possibilidade, assim como a arquitetura de estações cuidadosamente decoradas, fazem da linha uma atração turística por si só.
A linha 1 atende muitos locais característicos importantes da cidade de Paris, tornando-a uma das linhas parisienses mais frequentadas por turistas. Entre os principais locais, de oeste a leste, podemos citar:
- La Défense: la Grande Arche, a esplanada nas estações La Défense e Esplanade de La Défense;
- o Palais des congrès de Paris na estação Porte Maillot;
- o Arco do Triunfo na estação Charles de Gaulle - Étoile;
- a Avenue des Champs-Élysées nas estações Charles de Gaulle - Étoile, George V, Franklin D. Roosevelt, Champs-Élysées - Clemenceau e Concorde;
- o Grand Palais, o Petit Palais e o Palais de la découverte na estação Champs-Élysées - Clemenceau;
- a Praça da Concórdia na estação Concorde;
- o Jardim das Tulherias nas estações Concorde e Tuileries;
- o Museu do Louvre na estação Palais-Royal - Museu do Louvre;
- o Hôtel de Ville de Paris na estação Hôtel de Ville;
- Le Marais na estação Saint-Paul;
- a Bastilha: ópera, praça e porto fluvial na estação Bastille;
- a estação Gare de Lyon em Gare de Lyon;
- a Place de la Nation na estação Nation;
- o Castelo de Vincennes com sua masmorra de cinquenta e dois metros, antiga residência real, depois prisão para personalidades embaraçosas, na estação Château de Vincennes.